# Prince Rupert's Tower

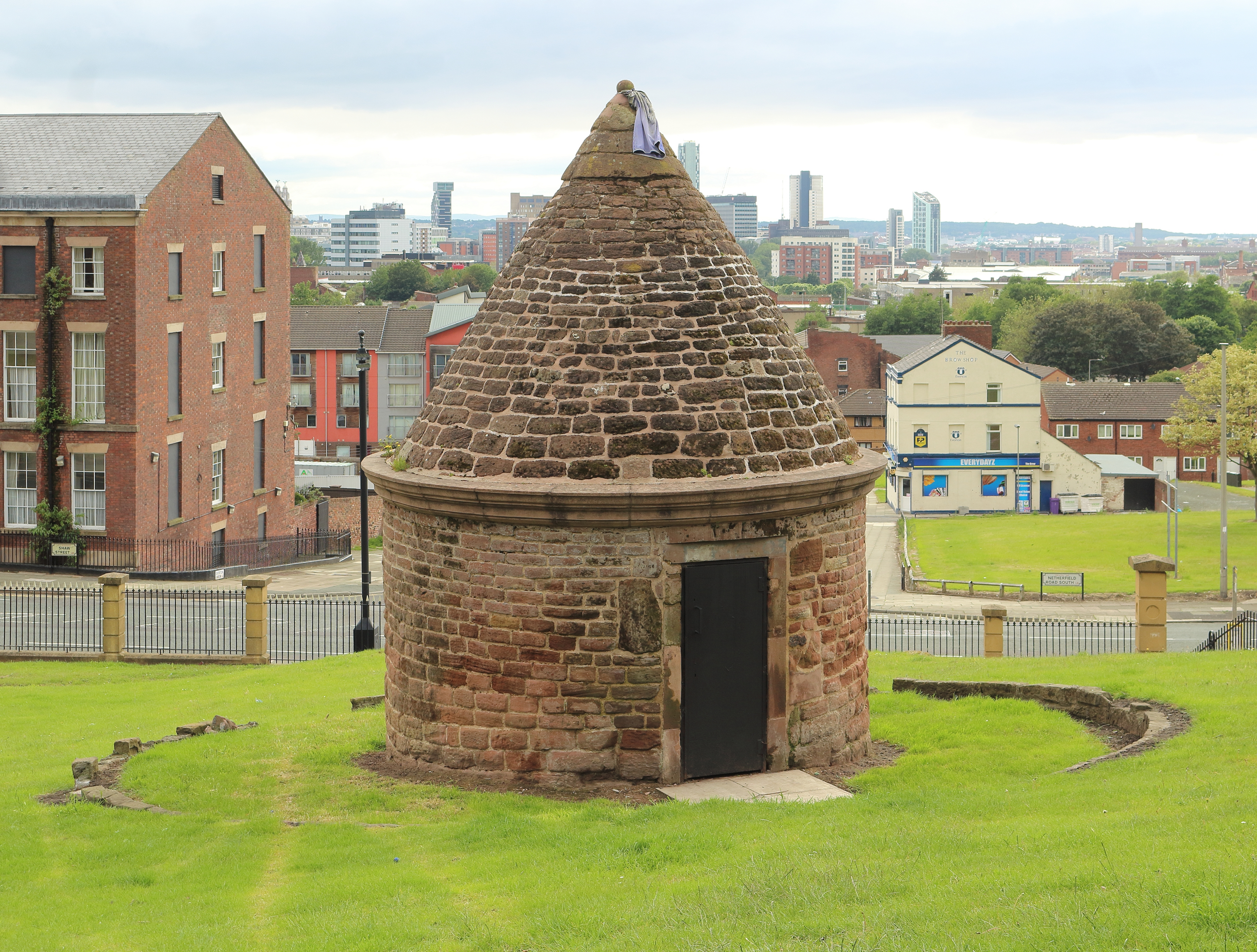
Prince Rupert's Tower

La Prince Rupert's Tower è una cella di paese situata a Liverpool, nel distretto di Everton e famosa per essere simbolo dell'omonima squadra di calcio.

## Storia
L'edificio di interesse storico classificato Grade II, costruito nel 1787, era in origine un luogo in cui gli ubriachi e i criminali locali venivano presi dai gendarmi della parrocchia. I prigionieri sarebbero quindi portati davanti ai giudici locali della pace per il processo. Le punizioni di solito sono simili a quelle del servizio alla comunità, come pulire i fossati, sbloccare gli scarichi o rimuovere i rifiuti.
Viene chiamata la Torre di Prince Rupert, sebbene sia stata eretta in realtà 143 anni dopo l'armata realista di Rupert accampata nell'area durante l'assedio di Liverpool della guerra civile inglese nel 1644. È probabile che il nome sia sorto perché il colle della torre era storicamente il luogo in cui furono fatti i preparativi per attaccare la guarnigione parlamentare che deteneva il castello di Liverpool. Il principe Rupert, come comandante della cavalleria realista di Carlo I si dice che abbia disprezzato la fortezza e l'abbia congedato con le parole: "È un nido di corvo che qualsiasi gruppo di scolari potrebbe assediare!" Alla fine è caduto dopo una settimana di combattimenti pesanti e la perdita di 1.500 dei suoi uomini.